# Экият
Татарский государственный академический театр кукол «Экият» (тат. Татар дәүләт академия «Әкият» курчак театры) — один из крупнейших и старейших театров кукол в России. Находится в Казани на улице Петербургской в Вахитовском районе города. Название театра образовано от слова тат. әкият — «сказка». Построенное в виде сказочного замка-дворца здание театра является важной и популярной достопримечательностью города.

## История
В августе 1934 года открывается Первый государственный интернациональный театр кукол в Казани.  До этого времени, самодеятельные группы (Татарский театр детской эстрады и Русский театр кукол) работали при Центральном доме пионеров уже два года.  В их репертуаре были популярные тогда пьесы: «Петрушка-беспризорник», «Петрушка-иностранец», «Запрещенный попугай», «Поросенок в ванне», «Джим и Доллар» и др. К бывшим кружковцам присоединяются молодые актеры из ТРАМов, драматических театров, агитбригад. Несколько новичков было принято после окончания Казанского театрального техникума. Сара Валиуллина, Зинаида Устинова, Борис Рычков, Марьям Хисамова, Фуат Тагиров, Рокыя Хабибуллина, Вали Гафаров, Мария Язвина, Елизавета Сергеева, Хаят Сабитова, Госман Медведев — вот первые актеры театра. Этой молодой и прогрессивной команде, во главе с Сергеем Макаровичем Мерзляковым, удаётся поставить множество интересных спектаклей на двух языках. Среди них: «Братья Монголфье», «Каштанка», «Гусенок», «Кошка и Лешка», «Три подружки».  
В 1937 году, была поставлена сказка  Г.Тукая - «Кәҗә белән Сарык», авторами  и режиссерами, которой были Рокыя Хабибуллина и Фуат Тагиров. Это был первый опыт обращения театра к национальной сказке. В театре работали главными режиссерами С.Хусни (1938-1964), И.Москалев (1965-1970) Б.Рычков (1968-1974), Р.Батуллин (1974-1977) И.Зиннуров (1977-2019), главными художниками З.Мерзлякова (1934-1937), П.Троицкий (1939-1948), Э.Гельмс (1950-1952), А.Азимов (1953-1954, 1957-1965), Л.Штейн-Сперанская (1954-1957, 1970-1972), Х.Скалдина (1965-1966), В.Губская (1976-2011).  
С 1959 года театр  размещался в здании церкви Сошествия Святого Духа.  
1 марта 2012 года состоялась торжественная церемония открытия нового здания театра кукол. Среди гостей -  Президент Республики Татарстан - Р.Н.Минниханов, Государственный советник РТ – М.Ш.Шаймиев, министр культуры РТ – А.М.Сибагатуллин, заместитель Премьер-министра РТ – З.Р.Валеева, мэр города – И.Р.Метшин и другие. Новое здание театра является одним из крупнейших среди кукольных театров России. По словам министра строительства, архитектуры и ЖКХ РТ Ирека Файзуллина, цена проекта площадью в 22 тыс. кв. метров – 1,3 млрд. рублей. Театр располагает 2 залами: Большим на 250 мест и Малым на 100 мест. Особую лепту в организацию работы театра в этот период, вносит директор, заслуженный деятель искусств РФ и РТ - Р.Яппарова. Во многом, благодаря  ее усилиям, огромному трудовому опыту и признанному авторитету, театр обретает свой новый дом. Теперь он широко  известен и популярен, не только в России, но и в мире. 
Театр ведёт активную деятельность в России и за рубежом. С 1974 года является коллективным членом Международного Союза кукольных театров — УНИМА. Он принимал участие в международных фестивалях в Германии, Франции, Турции, Болгарии, Румынии, Финляндии, Украине, Белоруссии, Азербайджане, Казахстане, Таджикистане.  
В апреле 2014 г. был открыт музей театра.
Сегодня театр имеет в своём штате две высококвалифицированные труппы артистов, которые играют на русском и татарском языках. Спектакли на татарском языке сопровождаются синхронным переводом. Основу для новых постановок, составляют современные темы, актуальные, как для детской, так и для взрослой аудитории. Среди них особой симпатией у зрителей пользуются спектакли: «Аладдин» И.Зайниева, «Золушка» Е.Шварца, «Волк и семеро козлят» Э.Гилемхановой, «Сказка о царе Салтане» А.С.Пушкина, инсц. Л.Кожевникова, «Серая шейка» Д.Мамина-Сибиряка, «Хаврошечка» Л.Савчук, «Маугли» Р.Киплинга, инсц.Р.Тагирова, «Әлдермештән Әлмәндәр» Т.Миннуллина, «Ночь перед Рождеством» Н.Гоголя, инсц. В.Бирюкова, «Страна чудес Алисы» И.Зайниева, по мотивам Л.Кэрролла. Одной из самых успешных постановок в эти годы, является - «Ханума» А.Цагарели, русского текста и стихов В.Константинова и Б.Рацера.  Прививается понимание театра кукол «Экият», как театра «думающего», с особой философией и со своим оригинальным почерком.  Среди спектаклей подобного жанра выделяются:  «Самовары» Р.Тагирова, «Әлфия» И.Зайниева, «Shurale:яңа фантазия» Ф.Яруллина, либретто И.Зайниева, «Misterioso con Anima» Е.Ибрагимова, «Дитя Аллаха» Н.Гумилева. В 2022 году спектакль «Адәмнәр» Г.Ибрагимова, удостаивается пяти номинаций Национальной театральной премии «Золотая маска», участвует в фестивальной программе показов в  Москве, а также на фестивалях «Петрушка Великий» в Екатеринбурге (Диплом «Лучшая работа режиссера»), «Соломенный жаворонок» в Челябинске.

## Золотая маска
В 2024 году театр становится лауреатом Российской национальной театральной премии «Золотая маска» в трёх номинациях за спектакль «Авиатор» по произведению Е.Водолазкина.
Художественный руководитель театра кукол «Экият» Ильгиз Зайниев получил «Золотую маску» за лучшую работу режиссера театра кукол, Дилюс Хузяхметов был признан лучшим актером театра кукол (за роль Иннокентия Платонова), а также "Авиатор" стал лучшим спектаклем в театре кукол.

## Деятельность театра
- 1934 г. — в августе под руководством Сергея Макаровича Мерзлякова в Казани открывается Государственный интернациональный театр кукол (Решение Секретариата Татарского обкома ВЛКСМ от 15 марта 1933 года)
- 1937 г. — поставлена сказка Г.Тукая — «Кәҗә белән сарык» (Коза и Овца). Это первое обращение театра к национальной сказке. Авторами пьесы и режиссёрами спектакля были актёры театра — Рокыя Хабибуллина и народный артист РТ — Фуат Тагиров
- 1938 г. — в театр приходит заслуженный деятель искусств РТ, заслуженный артист РТ — Саляхетдин Мухутдинович Хуснутдинов (художественный руководитель, главный режиссёр театра до 1964 года).
- 1953 г. — директором театра назначается заслуженный работник культуры РТ — Анатолий Павлович Юрусов (по 1971 г.)
- 1959 г. — 10 марта театру выделяется отдельное здание на улице Луковского, 21. В этот день театр показывает своим зрителям спектакль «Буратино» А.Толстого
- 1962 г. — пьеса-сказка Н.Даули «Бәхет җыры» («Песня счастья»), в постановке С.Хусни, удостаивается Диплома I степени за спектакль и Диплома за лучшую режиссуру на Всероссийском смотре спектаклей для детей
- 1965 г. — по 1968 г. главным режиссёром театра является заслуженный деятель искусств РФ — Игорь Михайлович Москалёв.
- 1974 г. — театр принимается в коллективные члены Международного союза театров кукол (УНИМА).
- 1976 г. — главным художником театра назначается заслуженный художник РФ, заслуженный деятель искусств РТ — Валентина Емельяновна Губская.
- 1977 г. — главным режиссёром театра назначается заслуженный деятель искусств РФ и РТ — Ильдус Насихович Зиннуров.
- 1993 г. — директором театра назначается заслуженный работник культуры РФ и РТ — Роза Саитнуровна Яппарова.
- 1994 г. — театр впервые выезжает на Международный фестиваль театров кукол в город Брауншвейг (Германия).
- 1998 г. — театр стал называться Татарским государственным театром кукол «Экият».
- 2008 г. — 3 октября произошла закладка первого камня в строительство нового здания театра кукол «Экият».
- 2009 г. — присуждена премия Министерства культуры и Союза писателей РТ имени Абдуллы Алиша.
- 2012 г. — 1 марта состоялась торжественная церемония открытия нового здания театра кукол на улице Петербургской, 57.
- 2013 г. — с 23-28 сентября в Казани проводится I Международный фестиваль театров кукол «Шомбай-fest».
- 2014 г. — открытие музея Татарского государственного театра кукол «Экият».
- 2019 г. — главным режиссером, а с 22 января 2020 г. художественным руководителем театра назначается заслуженный деятель искусств РТ -  Ильгиз Газинурович Зайниев
- 2024 г. - 24 июня театр становится лауреатом Российской национальной театральной премии «Золотая маска» в трёх номинациях за спектакль «Авиатор»
- 2024 г. - 15 октября театру присвоено звание "Академический"

## Галерея

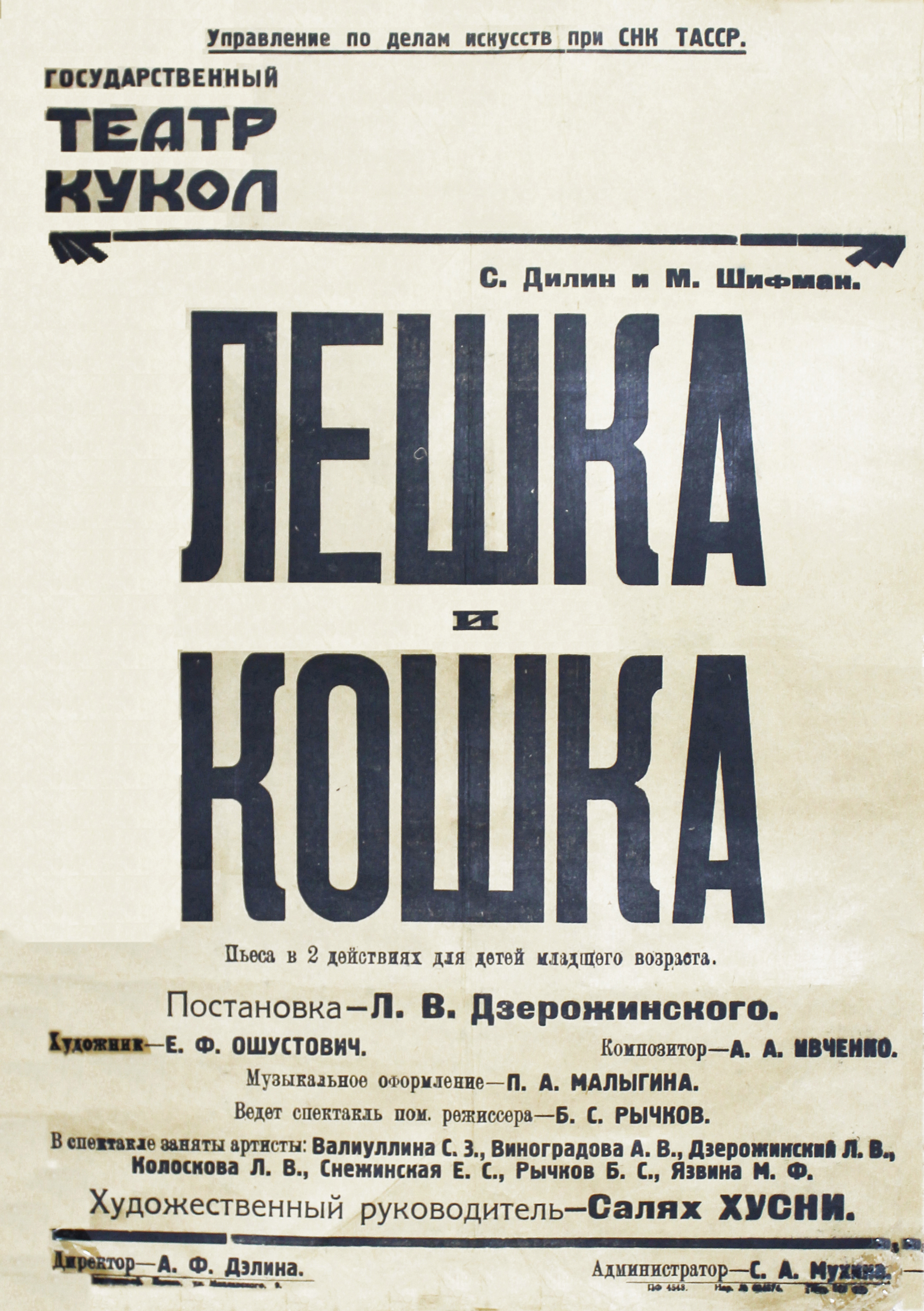
Афиша спектакля «Лешка и Кошка», 1939 г.
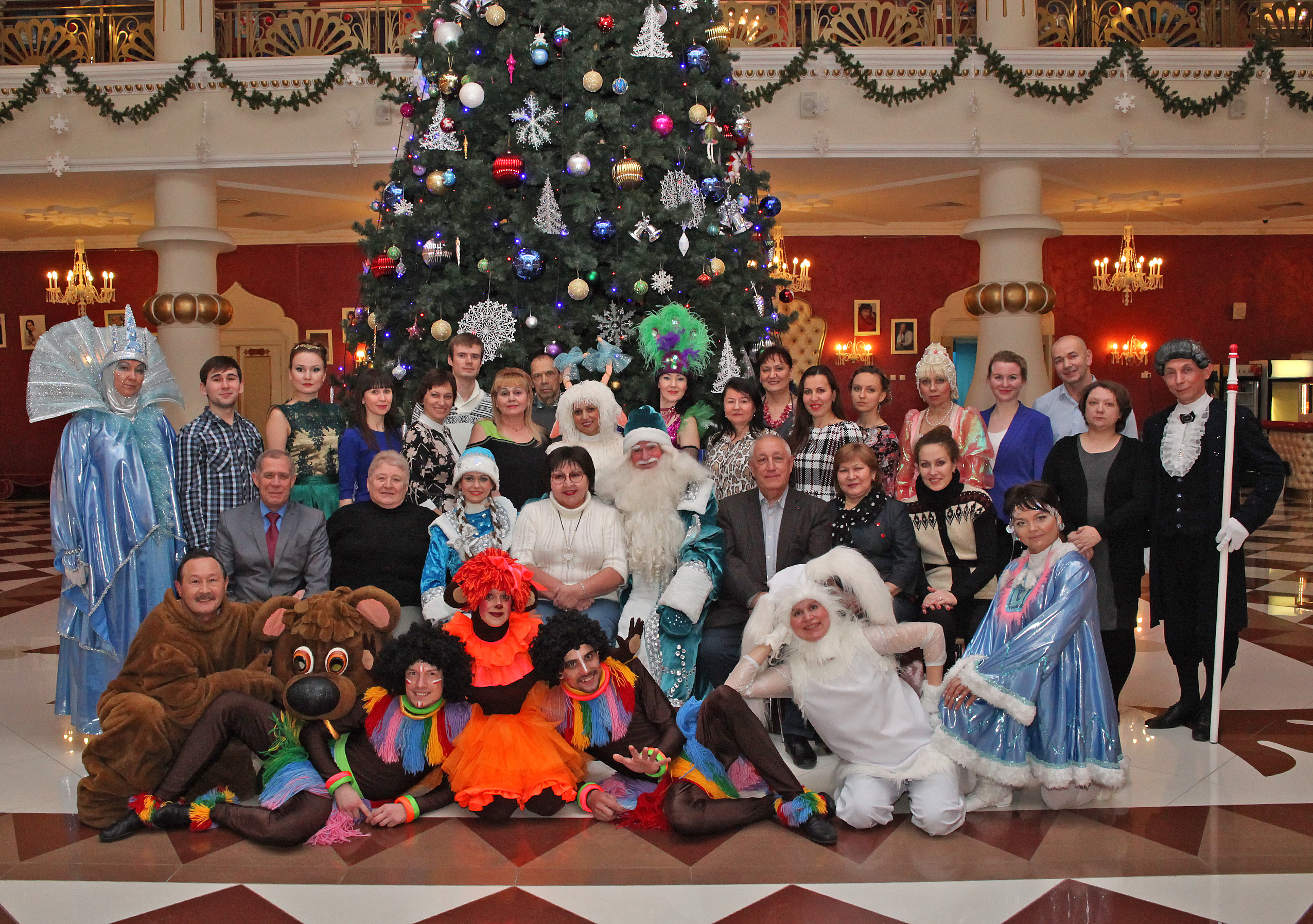
Коллектив театра после новогодних ёлок, 2016 г.